# Giampiero De Carli
Giampiero de Carli, nascut el 17 de març 1970 a Roma (Itàlia), és un jugador i un entrenador de rugbi italià que juga a l'equip d'Itàlia de rugbi jugant pilar (1,84 m per 112 kg). El 2006, es va convertir com a entrenador.

## Biografia
- Giampiero de Carli va honrar el seu primer partit internacional el 16 de gener 1996 a Cardiff contra la selecció de Gal·les (partit perdut 31-26).
- Va jugar 35 partits a la Copa d'Europa.
- Després de la seva carrera com a jugador, es va convertir en l'entrenador del Rugbi Calvisano al costat de Marc Delpoux amb els quals va ser campió d'Itàlia en 2008.
- El 2012, serà el nou entrenador de la USAP de Perpinyà amb Marc Delpoux.

## Carrera com a jugador

### Selecció Nacional
- 32 vegades internacional amb la selecció italiana 1996-2003
- 5 assaigs
- 25 punts
- Seleccions per any: 1 a 1996, 1 a 1997, 5 en 1998, 6 en 1999, 3 a 2000, 8 en 2001, 5 en 2002, 3 a 2003
- Torneig de les Sis Nacions jugats: 2000, 2001, 2002, 2003.
- Copa del Món de Rugbi jugat: Cap.

### En Club
- Rugby Roma : 1989-1999
- Milan: 1997-1998 només la Copa d'Europa
- Rugby Roma : 1998-1999
- Stade Français CASG Paris: 1999-2000
- Rugby Roma : 2000-2001
- Rugby Calvisano : 2001-2006

## Palmarès en club
- Campió d'Itàlia : 2005
- Guanyador de la Copa d'Itàlia: 2004
- Campió de França: 1999-2000

## Carrera com a entrenador

### Trajectòria
- Rugby Calvisano : 2006-2009
- Equip A d'Itàlia: 2009-2012
- : USAP de Perpinyà des de 2012

### Palmarès
- Campió d'Itàlia : 2008 (Rugby Calvisano)

## Enllaços Interns
- Copa d'Europa de rugbi a 15